# Radosław Krzyżowski
Radosław Krzyżowski (* 30. ledna 1972, Kluczbork) je polský herec.
Po absolvování Divadelní akademie Ludwika Solského v Krakově nastoupil do Divadla Juliusze Słowackého (1994–1998 a od roku 2003). Později vystupoval v dalších divadlech v Krakově: Menší divadlo (1996, 1999), Divadelní spolek "Lázně" (1999), STU (2000–2001, 2007), Staré národní divadlo Heleny Modrzejewské (1998–2003), Moderní divadlo (2005), Nová lázeň (2006).
Je ženatý s herečkou Dominikou Bednarczyk. Mají dceru Kaję (* 2005).

## Filmografie
- 1993 – Schindlerův seznam jako prodavač
- 2000 – Duże zwierzę jako ředitel
- od 2004 – Na dobre i na złe jako dr. Michał Sambor
- 2007 – Ekipa jako ředitel společnosti
- 2007 – Ja wam pokażę! jako Adam
- 2008 – Magiczne drzewo jako konduktor Marek
- 2008 – Pitbull
- 2008 – Within The Whirlwind jako Dikowitski
- 2009 – Sprawa Janusza W. jako viceprezident
- 2009 – Generał (seriál) jako plukovník Zygmunt Borkowski
- 2009 – Jánošík – Pravdivá historie jako Potocki
- 2009 – Sprawiedliwi jako Szmul
- 2010 – Prymas w Komańczy jako Władysław Bieńkowski
- 2010 – Mistyfikacja jako lékař
- 2011 – Prawdziwe historie jako cestující
- 2011 – Sala samobójców jako Ekspert
- 2011 – Układ warszawski jako Adamiak
- 2012 – Warszawa jako Paweł Konarski
- 2014 – Na Sygnale jako dr Michał Sambor
- 2015 – Prawo Agaty jako Andrzej Bielski